# Сахновщинський коровай
Сахновщинський коровай ― український коровай, технологію виробництва якого декілька поколінь використовують на Сахновщині в Харківській області. Цей коровай одноярусний, прикрашений оздобою тіста з рослинними елементами. Знання і практика приготування Сахновщинського короваю у 2022 році були внесені до нематеріальної культурної спадщини України. 

## Опис

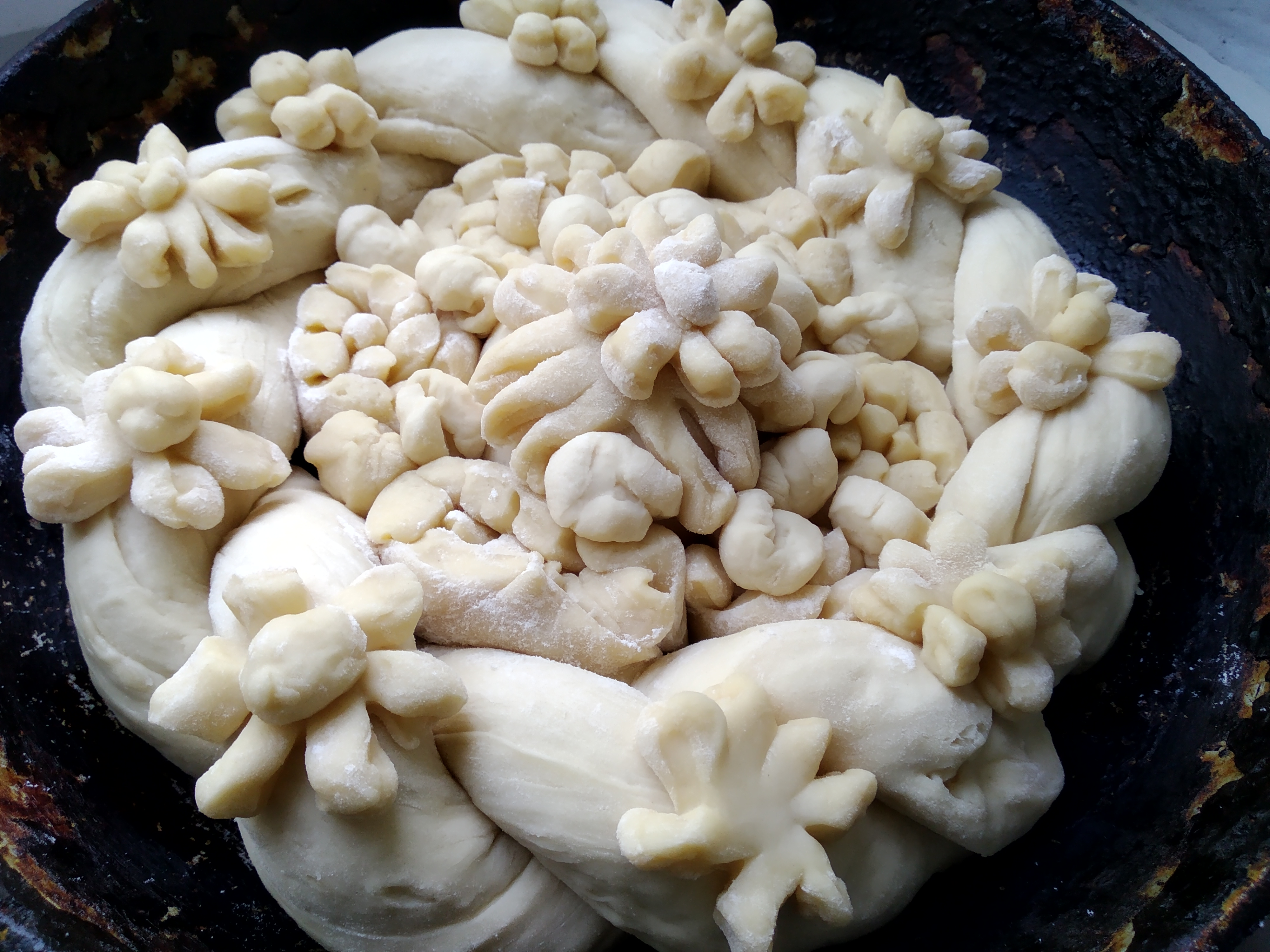
Коровай перед випічкою (майстриня Л.О.Терещенко,с. Огіївка, Сахновщина)

Випікання короваю у селах Сахновщинського району Харківської області є досить давньою практикою. Історично Сахновський коровай став поєднанням культур, звичаїв і досвіду господарювання переселенців на Сахновщину з колишніх Полтавської і Харківської губерній, він демонструє тісний зв'язок із навколишнім середовищем давніх хліборобських і пекарських традицій. Сахновщинський коровай одноярусний, має об’ємну та плоску оздобу з тіста рослинного типу. 
Традиційно всі етапи виготовлення короваю потрібно супроводжувати обрядовими (коровайними) піснями або примовляннями.  Приміщення, де буде робитися тісто для короваю, повинно бути чистим, а настрій у пекаря - чудовий. Якщо треба робити багато короваїв для свята, то господиня для допомоги запрошувала кілька жінок — подруг, кумів, родичок, але для весільного короваю запрошувались тільки жінки, які мали щасливе одруження Сахновський коровай використовується не тільки у весільному процесі, а й під час урочистостей та масових заходів типу ярмарків, свят, фестивалів, але для весілля або великого світа його завжди багато прикрашали об’ємною та плоскою оздобою, зробленої переважно з прісного тіста
Рецепт тіста у кожної майстрині свій, але в основному рецепті тіста є молоко, жир (масло вершкове, маргарин або олія), вода, яйця, цукор, сметана, дріжджі, борошно. Існують три найбільш поширені способи формування короваю: 
1. з цілого шматка тіста (простий);
2. з одного великого та 9 невеликих шматків тіста, що розташовано навколо центрального;
3. невеликого центрального шматка тіста та шести шишок та шматочків тіста навколо.[4]

Коровай неодмінно має бути щедро прикрашеним, оздоба має елементи, які є символами, а саме, колоски символізують процвітання, троянди − жіночу красу і кохання, грона калини − сім’ю, дубове листя − довголіття, чоловічу силу, маки − збереження роду, оберіг від зла, а різні за формою та розміром квітки – діточок,  для весільних короваїв часто роблять фігурки лебедів.

## Елемент культурною спадщиною України
Знання і практика приготування Сахновщинського короваю були внесені Наказом від 06.07.2022. № 228 до Національного переліку елементів нематеріальної культурної спадщини України під охоронний номером – 029, у категоріях: Знання та практики, що стосуються природи і Всесвіту та  Традиційні ремесла. Носії приготування Сахновського короваю мешкають у  селах Сахновщинського району Харківської області: с. Тавежня, с. Новодмитрівка, с. Огіївка, с. Дубові Гряди, с. Лебедівка, с. Великі Бучки, с. Катеринівка, с. Володимирівка, с. Шевченкове, смт Сахновщина.
 

Сахновщинська громада пишається тим, що їх коровай визнано культурною спадщиною України:
...маленька громада на Харківщині може гордо заявити, що сахновщинський коровай - це наш символ гостинності, наш фактор єднання, наш зв'язок між поколіннями.
В Сахновщинської територіальної громаді 12 жінок-коровайниць, що мають безпосередній зв'язок з елементом НКС та вважають його частиною своєї спадщини.